# Arthrostylidium excelsum
Arthrostylidium excelsum là một loài tre thuộc chi Arthrostylidium trong họ Hòa thảo. Loài này được Griseb. mô tả khoa học đầu tiên năm 1864.